# Wake Me
Wake me – pierwszy album zespołu Grey Daze, którym zadebiutowali w Phoenix.

## Utwory
1. "What's in the Eye?"
2. "Spin"
3. "Morei sky"
4. "Wake me"
5. "Starting to fly"
6. "Sometimes"
7. "Holding you"
8. "Hole"
9. "Believe me"
10. "Here, nearby"
11. "She shines"
12. "Shouting out"